# 16179 Jeloka
A 16179 Jeloka (ideiglenes jelöléssel (16179) 2000 AL134) a Naprendszer kisbolygóövében található aszteroida. A LINEAR projekt keretében fedezték fel 2000. január 4-én.